# Iset (mère de Thoutmôsis III)
Pour les articles homonymes, voir Iset.
Iset (ou Isis) est une reine de la XVIIIe dynastie nommée en honneur de la déesse Isis. Elle est une épouse secondaire de Thoutmôsis II.

## Biographie
La Grande épouse royale de Thoutmôsis II était Hatchepsout, néanmoins, Iset est la mère de Thoutmôsis III, son seul fils.
Après la mort de Thoutmôsis II, Hatchepsout assure la régence au nom du jeune roi. Elle règne comme pharaon jusqu'à sa mort qui a permis à Thoutmôsis III de devenir pharaon. À partir de ce moment, Iset prend le titre de « mère du roi ».

## Sépulture

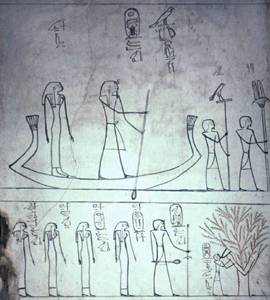
Représentation dans la tombe KV34 ; sur le bateau, Thoutmôsis III et sa mère Iset.

La tombe de Thoutmôsis III dans la vallée des Rois comprend plusieurs représentations de sa mère Iset. Plusieurs membres féminins sont représentés avec le roi sur un pilier de KV34.
La reine Iset est dépeinte sur un bateau derrière son fils. Elle y est appelée « Isis Mère du Roi ». Sur un panneau proche du bateau, Thoutmôsis approche d'un arbre qui est une représentation de sa mère Isis. Derrière le roi se trouvent trois de ses épouses, les reines Mérytrê-Hatchepsout, Satiâh et Nebtou, ainsi que sa fille Nefertari.
Le nom d'Iset est mentionné sur les bandages de la momie de son fils Thoutmôsis III et sur une statue trouvée à Karnak.
Son titre est incertain, épouse secondaire ou concubine de Thoutmôsis II. Elle reçut le titre de « épouse du dieu », mais probablement à titre posthume.
La momie de la reine Iset a été trouvée dans la cache DB320 dans la vallée des Rois, et se trouve maintenant au Musée égyptien du Caire.

## Sources
- (en) Cet article est partiellement ou en totalité issu de l’article de Wikipédia en anglais intitulé « Iset (queen) » (voir la liste des auteurs).

1. ↑  A. D. Dodson, p. 139.
2. 1 2 3 4  Dodson & Hilton, p. 131.